# Prefectura Drama
Drama (greacă Δράμα) este o prefectură greacă, în periferia Macedonia de Est și Tracia. Reședința sa este Drama. 

## Municipalități și comunități
Începând cu 2011 prefectura Drama este împărțită în 5 municipalități:
1). Drama
2). Doxato
3). Kato Nevrokopi
4). Paranesti
5). Prosotsani
Fostele municipalități din prefectura Drama până în 2011:
| Municipalitate | Cod YPES | Reședință (dacă e diferită) | Cod poștal | Cod zonal |
| -------------- | -------- | --------------------------- | ---------- | --------- |
| Doxato         | 1001     |                             | 663 00     | 25210-6   |
| Drama          | 1002     |                             | 661 00     | 25210-2   |
| Kalampaki      | 1003     |                             | 660 31     | 25210-5   |
| Kato Nevrokopi | 1004     |                             | 660 33     | 25230-2   |
| Nikiforos      | 1005     |                             | 660 37     | 25210-9   |
| Paranesti      | 1006     |                             | 660 32     | 25250-2   |
| Prosotsani     | 1007     |                             | 662 00     | 25220-2   |
| Sitagroi       | 1009     | Fotolivos                   | 660 34     | 23510-9   |
| Comunitate     | Cod YPES | Reședință (dacă e diferită) | Cod poștal | Cod zonal |
| Sidironero     | 1008     |                             | 660 38     | 25210-9   |